# アンナ・リース・フィリップス
アンナ・リース・フィリップス（Anna Lise Phillips）は、オーストラリアの女優。

## 出演作品
- レボリューション（マギー・フォスター）
- 3ばか大将/芸に賭けた男たち
- DOWN UNDER BOYS